# Hôtel du Congrès
L’hôtel du Congrès est un hôtel particulier du XVIIIe siècle situé à Châtillon-sur-Seine dans le département français de la Côte-d'Or.

## Localisation

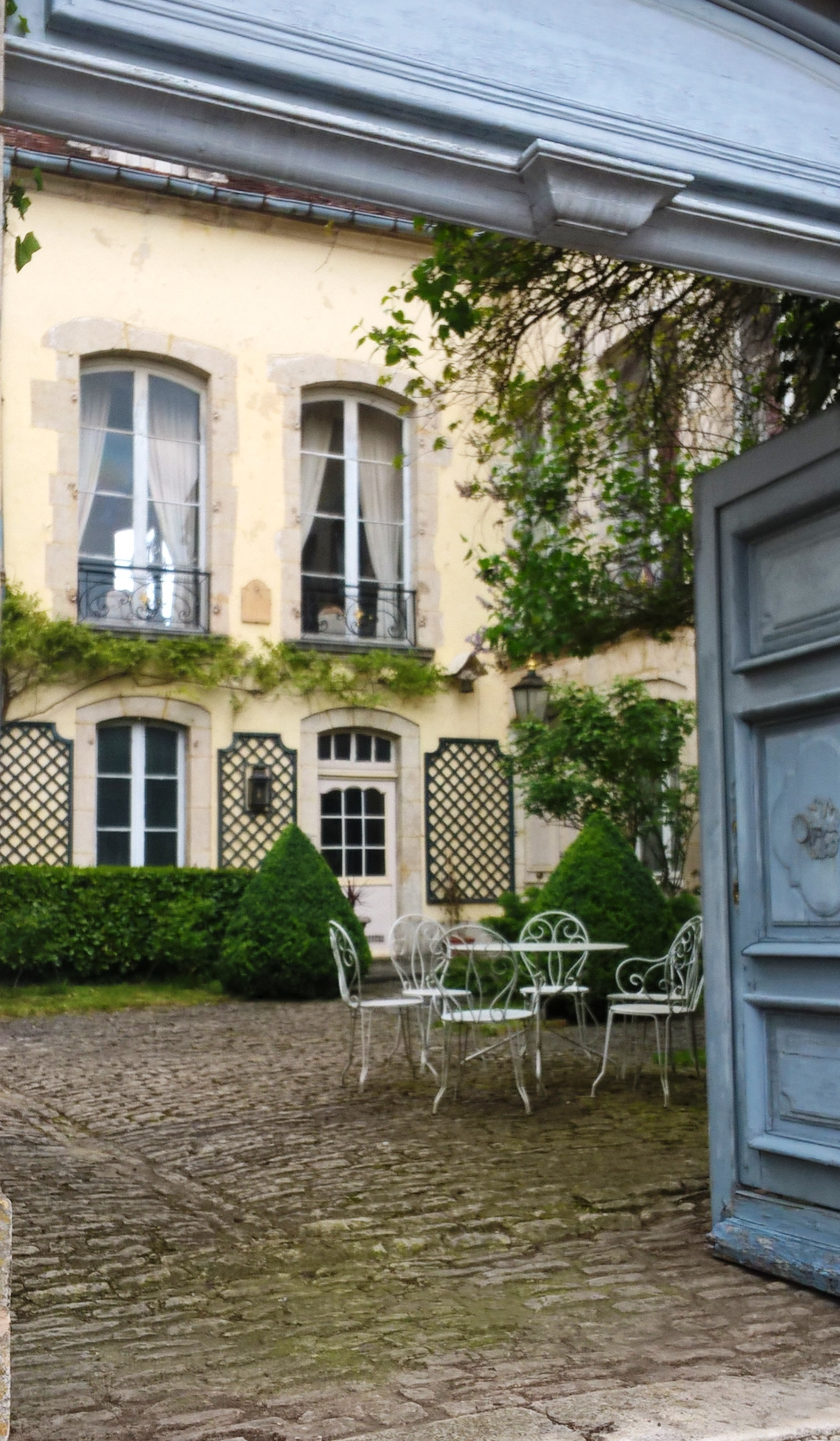
Aspect intérieur

L’hôtel du Congrès se trouve au 3 rue du Congrès à Châtillon-sur-Seine (Côte-d'Or).

## Histoire
L’hôtel du Congrès est construit au XVIIIe siècle. À la veille de la Révolution, il appartenait à la famille Morel de Villiers, également propriétaire du château de Villiers-le-Duc.
Du 7 février au 11 mars 1814, l’hôtel fut le siège du congrès de Châtillon. Ces négociations sans lendemain eurent lieu entre les ambassadeurs des souverains alliés et le représentant de Napoléon Ier, Armand Augustin Louis de Caulaincourt. L’Autriche était représentée par le comte de Stadion, la Russie, par le comte de Razoumowsky, la Prusse, par le baron de Humboldt, l’Angleterre, par lord Aberdeen, lord Gathcart et Ch. Stewart.
Le nom d’hôtel du Congrès vient de cet événement. L’édifice est partiellement inscrit aux Monuments historiques par arrêté du 21 mars 1983.

## Architecture
Les éléments suivants de l’hôtel sont inscrits aux Monuments historiques :
- les façades et les toitures,
- le portail d’entrée sur la cour,
- l’escalier avec sa rampe et sa cage,
- la chambre au rez-de-chaussée de l’aile droite, y compris les décors.
- deux salons et une petite chambre à alcôve au premier étage, y compris leurs décors.

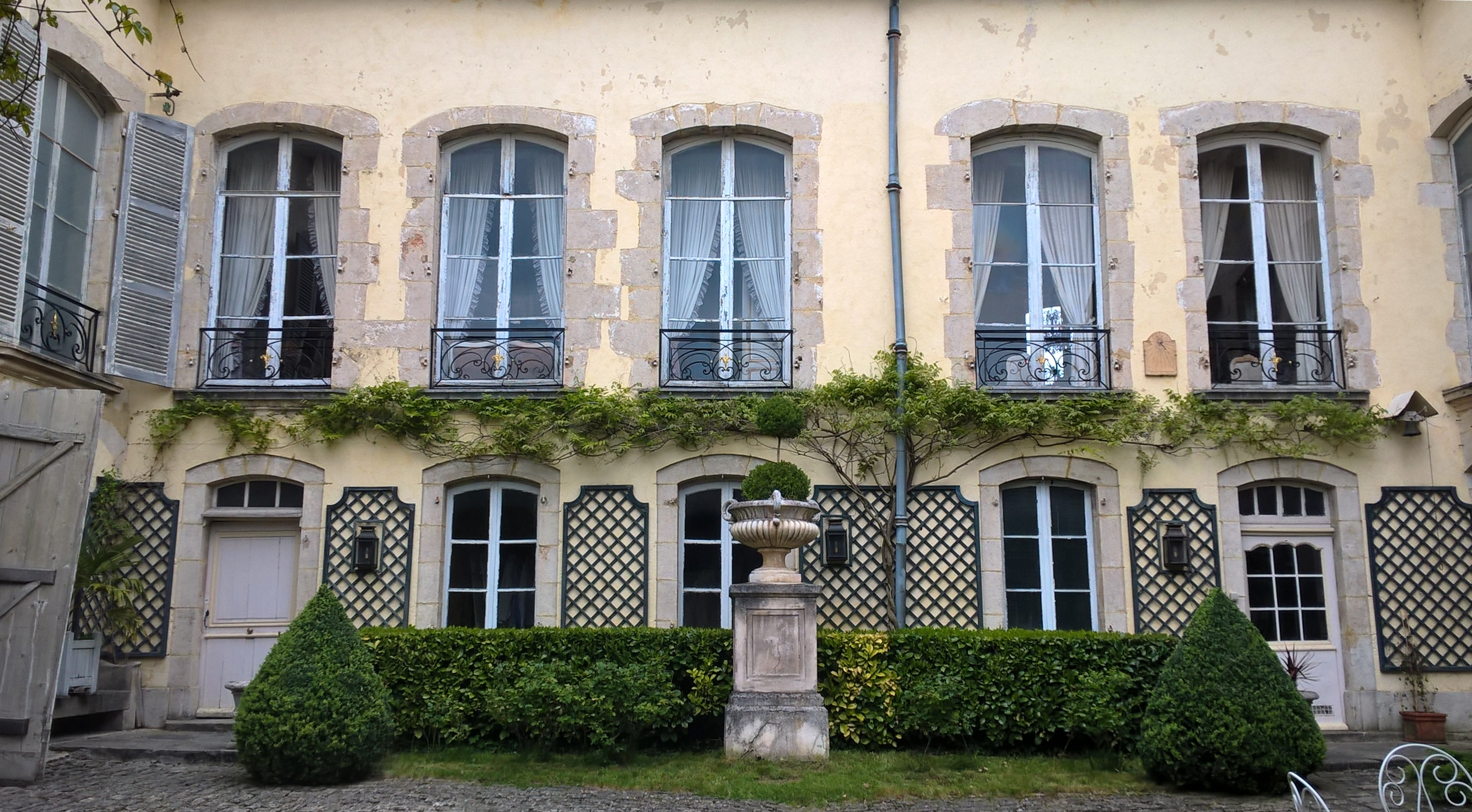
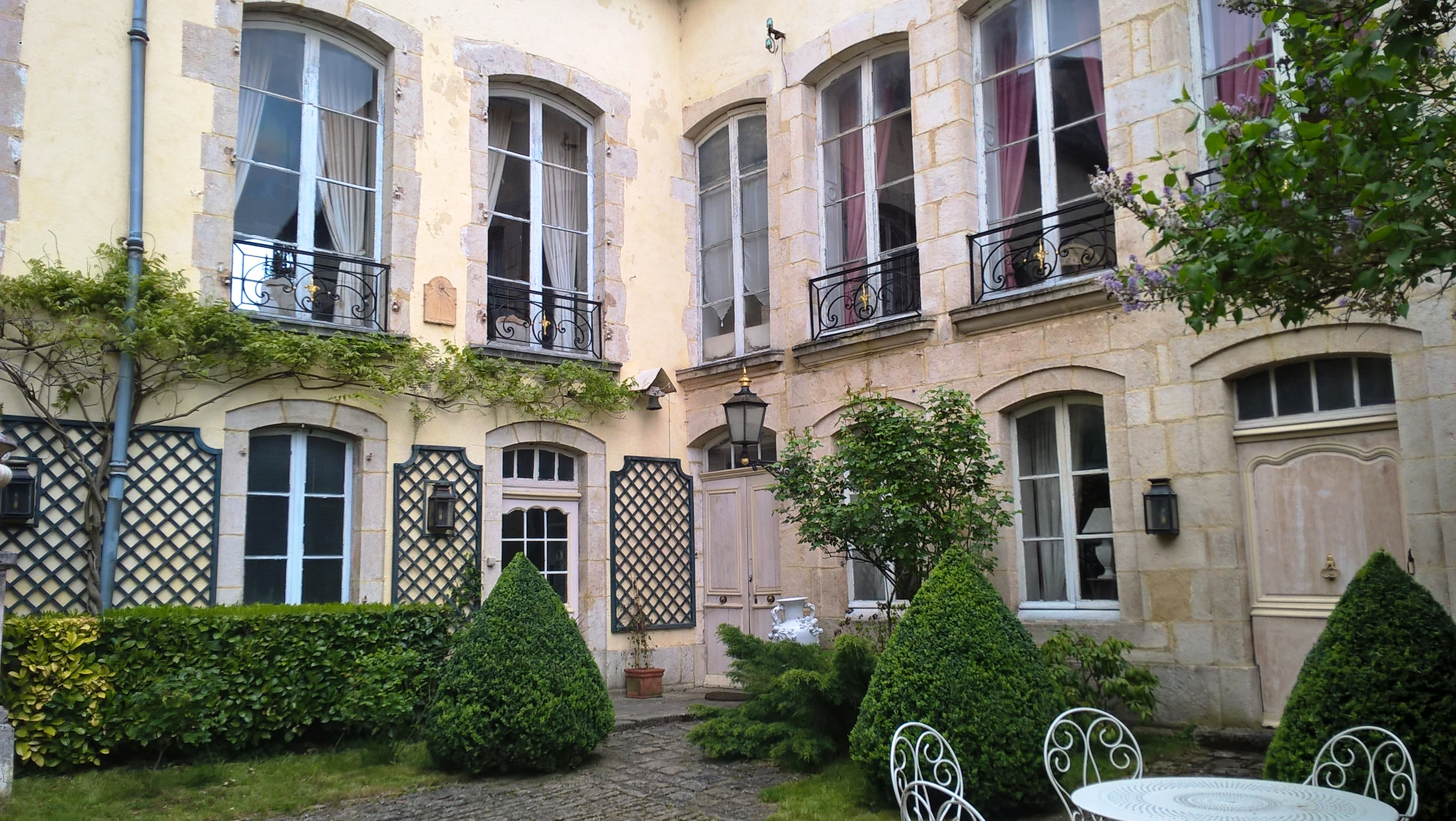
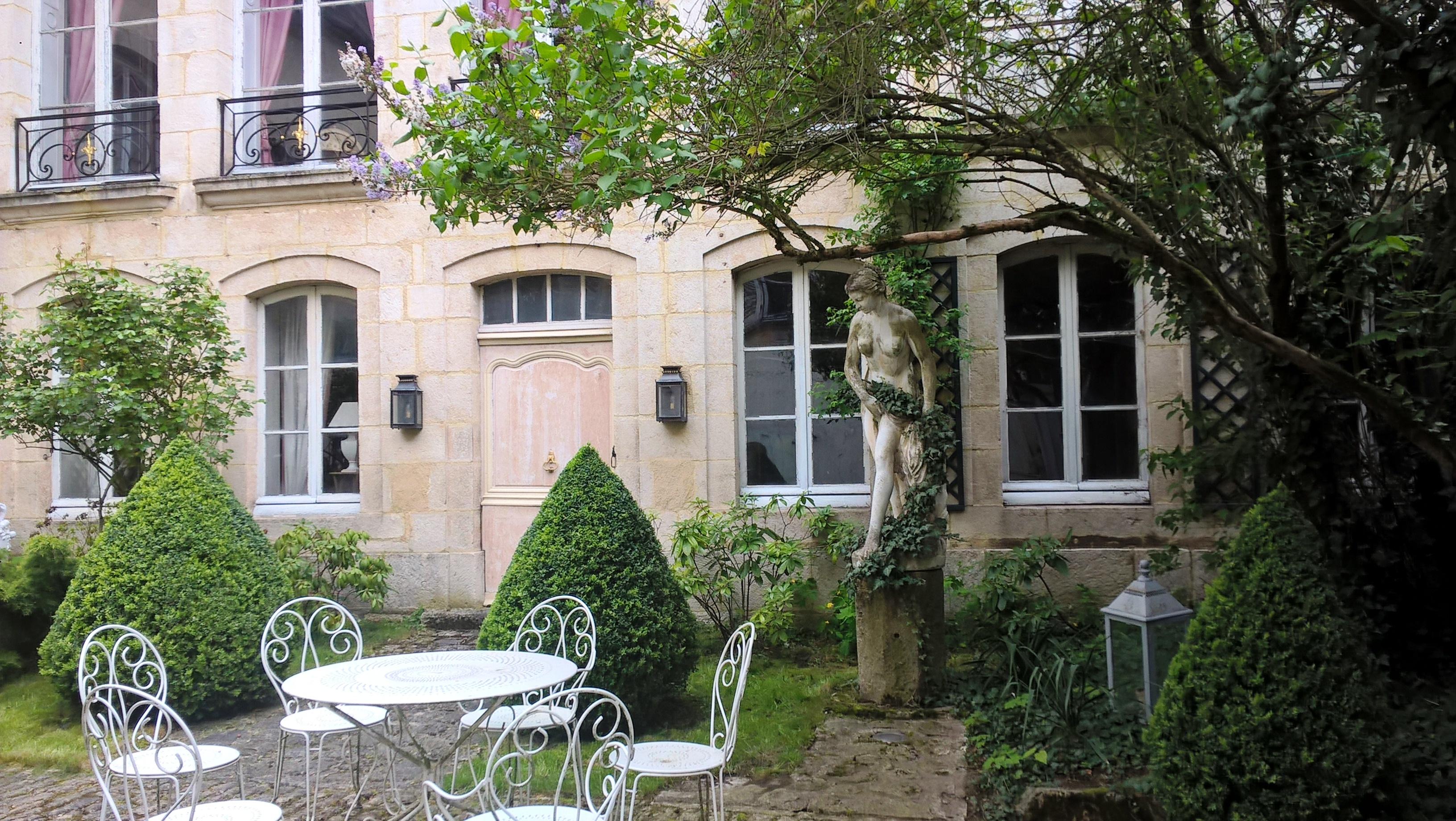